# Ohlala Couple
Ohlala bubu (hangeul : 울랄라 부부 ; RR : Ullalla Bubu ; titre international : Ohlala Couple) est une série télévisée sud-coréenne diffusée en 2012 sur KBS2 en Corée du Sud,.

## Synopsis
Le mariage de Yeo-ok et Soo-nam est en péril après que Yeo-ok surprend son mari hôtelier en train de la tromper. Un jour, ils constatent que leurs esprits et leurs corps ont été échangés, et vont commencer à se comprendre l'un l'autre par l'expérience de leurs vies respectives.

## Distribution
- Kim Jung-eun : Na Yeo-ok
  - Bang Joon-seo : Yeo-ok (jeune)
- Shin Hyun-joon : Go Soo-na
- Han Jae-suk : Jang Hyun-woo
  - Kim Ji-hoon : Hyun-woo (jeune)
- Han Chae-ah : Victoria Kim
- Byun Hee-bong : vieil homme Wolha, marieur du destin
- Narsha : Moosan, la déesse
- Jung Jae-soon : Park Bong-sook
- Hyun Jyu-ni : Go Il-ran
- Uhm Do-hyun : Go Ki-chan
- Kim Myung-guk : Han Man-soo
- Song Young-kyu : Kang Jin-goo
- Choi Sung-guk : Lee Baek-ho
- Ryu Shi-hyun : Na Ae-sook
- Robert Harley : John
- Lee Deok-hee : la mère de Yeo-ok
- Kim Bo-mi : la mère de Victoria
- Nam Gyu-ri : Bae Jung-ah (caméo, ep 1)
- Eugene : Min-young, ex-petite amie de Soo-nam (caméo, ep 2)
- Kim Byung-man : l'expert qui se spécialise dans la capture des époux volages (caméo, ep 2)
- Kim Chang-ryul : blind date de Go Il-ran (caméo, ep 4)
- Nam Hee-suk - l'homme dans un accident de la circulation (caméo)
- Wang Bit-na : Jin-sook (caméo)
- Park Sang-myun : entraîneur (caméo)
- Kim Soo-mi : la grand-mère de Samshin (caméo)